# Max Tilke

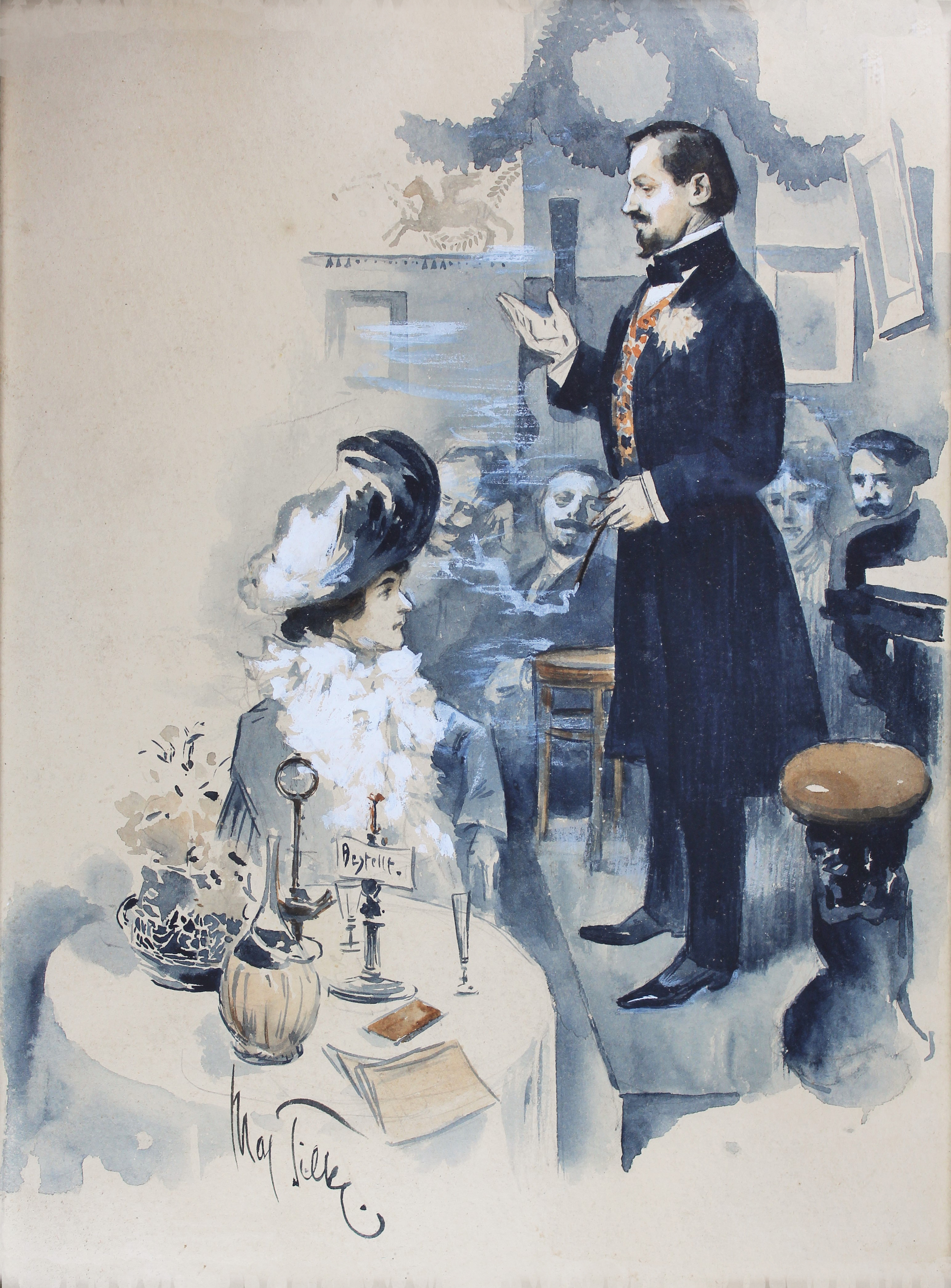
Selbstbildnis Max Tilke bei Eröffnung des Cabaret „Zum hungrigen Pegasus“ (Berlin 1901)

Carl Max Tilke (* 6. Februar 1869 in Breslau; † 2. August 1942 in Berlin) war ein deutscher Kabarettist, Kostümforscher, Ethnologe, Illustrator und Maler.

## Leben
Max Tilke war der Sohn des Buchhändlers Carl August Tilke und dessen Ehefrau Louise geb. Halisch. Er begann mit 17 Jahren ein Studium an der Königlichen Akademie der Künste in Berlin bei Paul Friedrich Meyerheim. 1890 unternahm er Studienreisen nach Italien und nach Tunis und arbeitete anschließend als Dekorationsmaler in Berlin, danach als Kopist im Museo del Prado in Madrid. 1897 heiratete er in Berlin die Näherin Anna Boelter. 1900 folgte ein Aufenthalt in Paris als Illustrator und Kostümfachmann
In Paris hatte er das Kabarett kennengelernt, und nach Berlin zurückgekehrt gründete er 1901 in einem Hinterzimmer des italienischen Restaurants „Dalbelli“ an der Potsdamer Brücke das Kabarett „Zum hungrigen Pegasus“. Dort spielte er Conférencier oder trug zur Gitarre andalusische Volkslieder vor. Zu den regelmäßigen Gästen und Darbietenden gehörten Maria Eichhorn, die ihre schwülen Verse dort vortrug, der Schriftsteller Hanns Heinz Ewers, der Karikaturist Paul Haase, Hans Hyan, der Dichter und Anarchist Erich Mühsam, die philippinische Tänzerin Marietta di Rigardo, die später Frau von Ludwig Thoma wurde, und Georg David Schulz, der bald darauf im Weinrestaurant des Theaters des Westens das Kabarett „Im siebenten Himmel“ etablierte. 

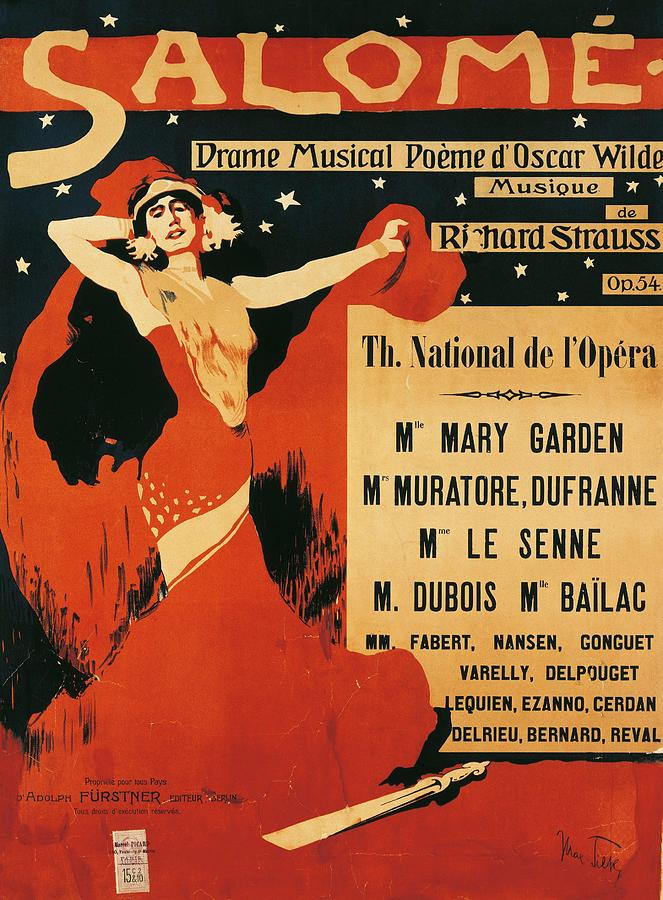
Plakat der Oper Salome von Richard Strauss (1910)

Erich Mühsam erinnerte sich:
Doch schon nach einem halben Jahr kam es zu Missstimmigkeiten Geld und Liebe betreffend, Tilke wandte sich wieder ganz der Malerei zu und die Zeit des „Hungrigen Pegasus“ war vorüber. 1902 ließ er sich dann von seiner Ehefrau scheiden. 1906 heiratete er die Dänin Christine Nielsen. Auch diese Ehe wurde 1912 wieder geschieden. Durch Vermittlung seines Freundes Hanns Heinz Ewers fand er 1913 auch eine Arbeit bei der Filmgesellschaft Deutsche Bioscop GmbH in Neubabelsberg, wo er Kostüme für den Film Kadra Sâfa entwarf. 1912 lieferte er die Illustrationen zum zweiten Band von Magnus Hirschfelds sexualkundlichem Werk „Die Transvestiten“.
1912/1913 wurde der inzwischen für seine kostümkundliche Kompetenz bekannte Tilke Professor für Trachtenkunde am von Gustav Radde gegründeten Kaukasischen Museum in Tiflis (heute das Staatliche Simon-Dschanaschia-Museum Georgiens), wo mit Unterstützung des Zaren Nikolaus II. damals ein großes Werk über Volkstrachten vorbereitet wurde. Der Erste Weltkrieg unterbrach diese Arbeit und Tilke wurde als Kriegsbildzeichner für den Stuttgarter Union-Verlag verpflichtet. Seine letzten Jahre verbrachte er im Altersheim Lobetal bei Bernau bei Berlin.
700 farbige Illustration von seiner Hand befinden sich in der Lipperheideschen Kostümbibliothek in Berlin, weitere Arbeiten im Museum für Völkerkunde Berlin und im Simon-Dschanaschia-Museum in Tiflis.
Bekannt ist er vor allem durch die Zusammenarbeit mit Wolfgang Bruhn bei dessen 1941 erschienenem Kostümwerk. Eine Geschichte des Kostüms aller Zeiten und Völker. Wie weit die Beteiligung Tilkes an diesem immer wieder aufgelegten Bilderwerk ging, bleibt allerdings unklar. Es wird vermutet, dass der zum Ende seines Lebens hin offenbar in prekären Umständen lebende Tilke hier nur seinen Namen beigetragen hat.
Tilke starb 1942 im St. Hedwig-Krankenhaus in Mitte an Herzschwäche. Zuletzt hatte er an der Puttkamerstraße 5 in Kreuzberg gelebt.

Illustrationen zu „Orientalische Kostüme in Schnitt und Farbe“
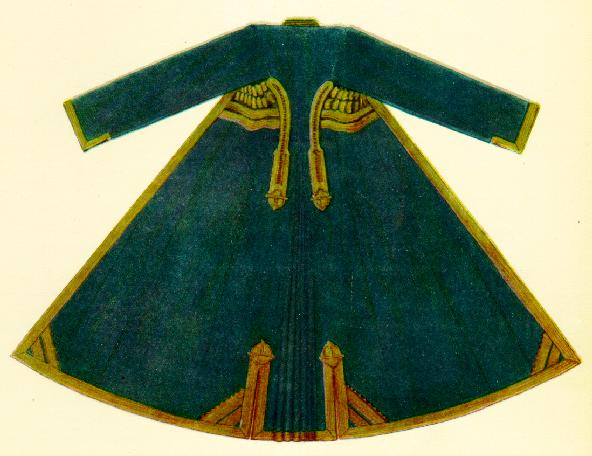
Georgisches Männergewand
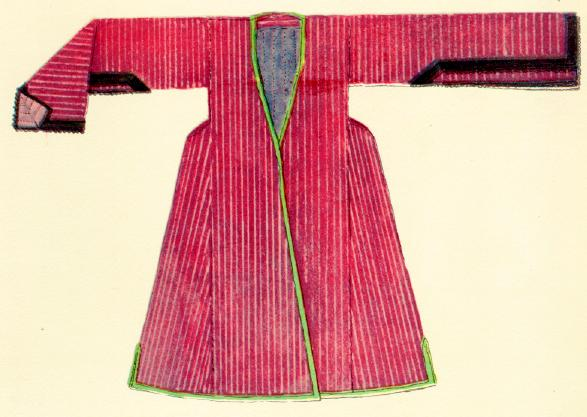
Georgisches Frauengewand
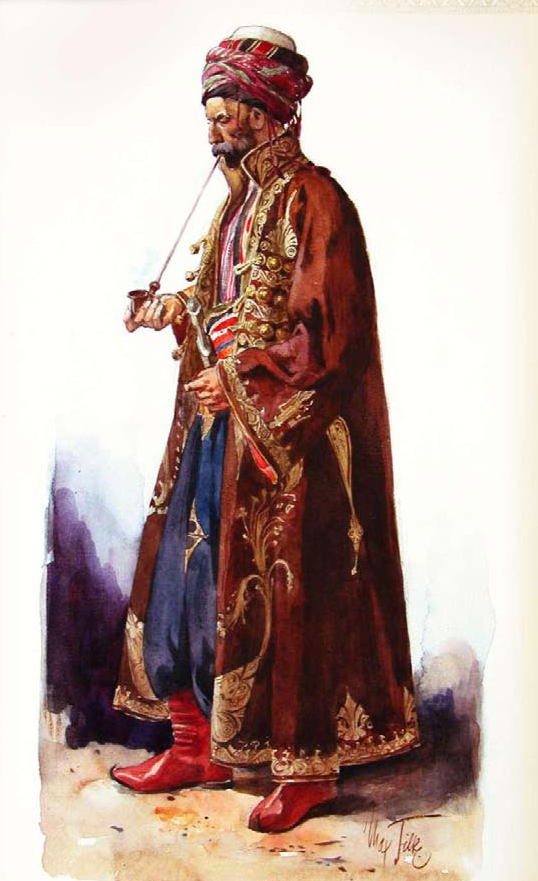
Kurdischer Mann
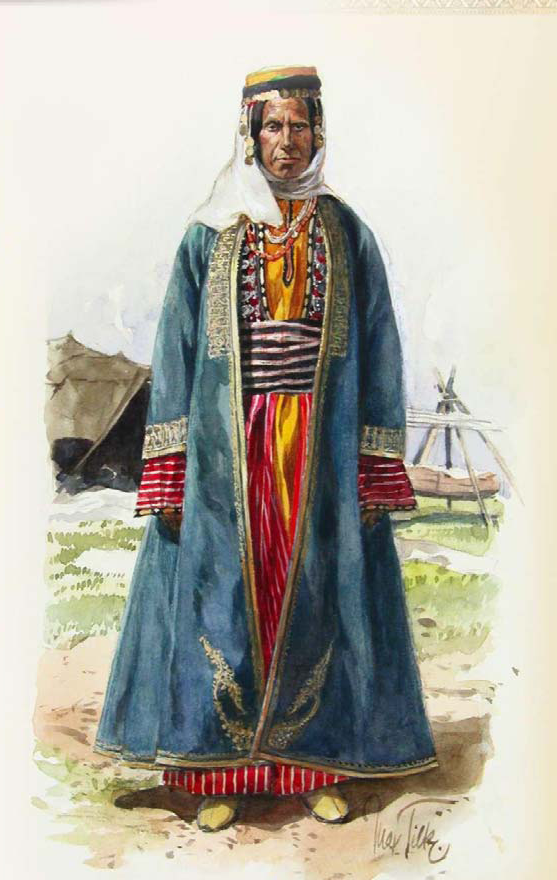
Kurdische Frau
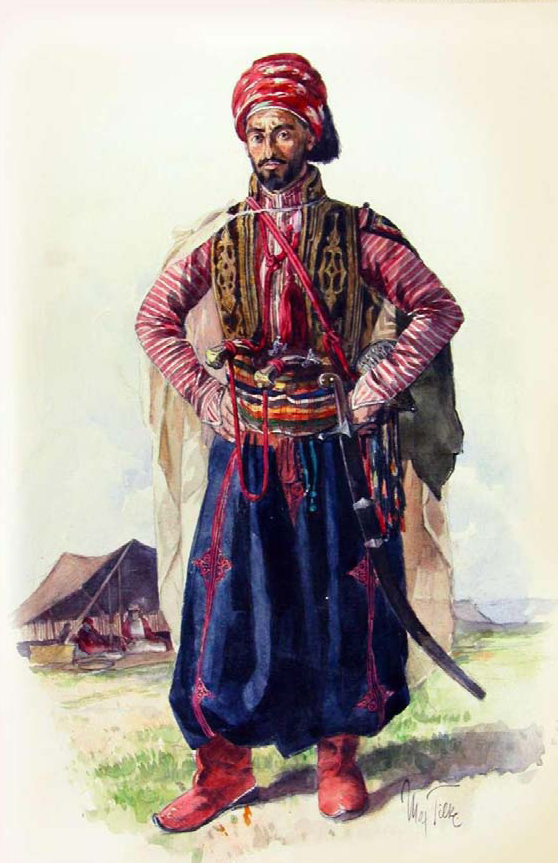
Kleidung eines Jesiden
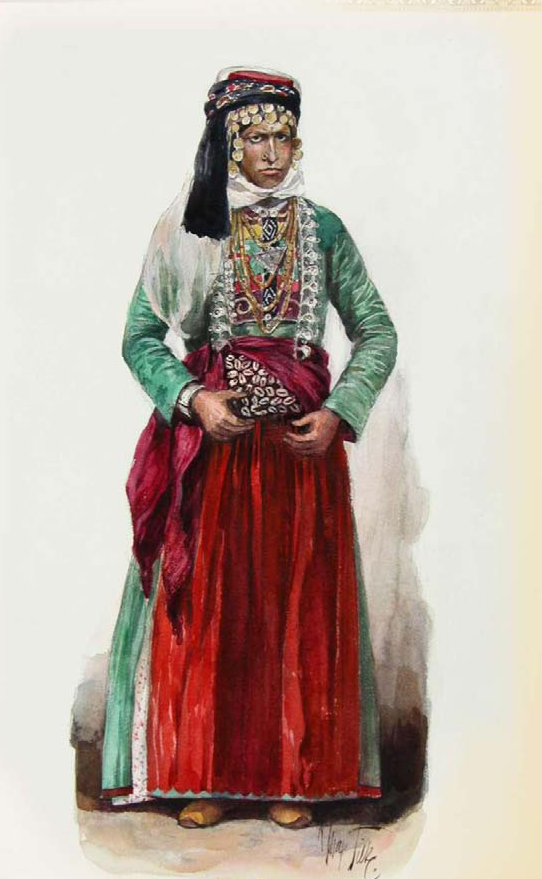
Kleidung einer Jesidin
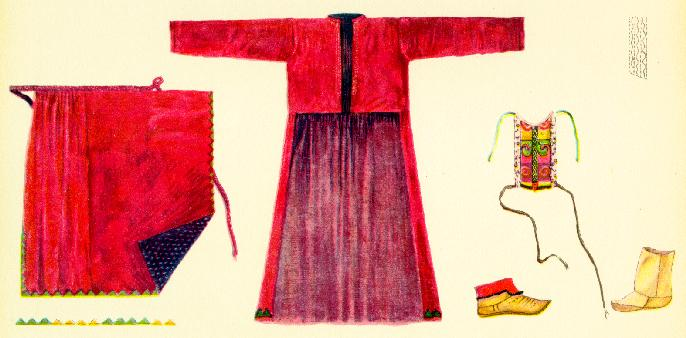
Schnitt eines jesidischen Frauenkleids
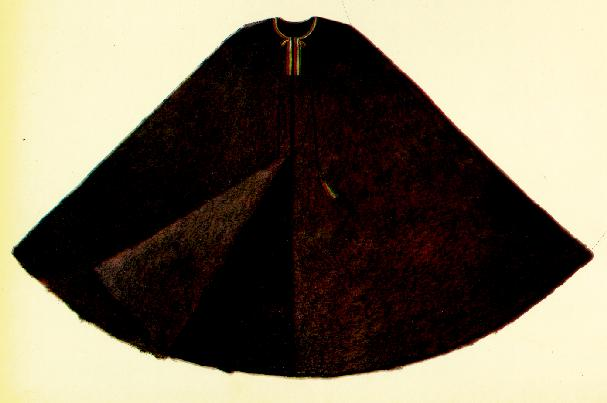
Burka

## Werke
- mit Magnus Hirschfeld: Die Transvestiten. Band 2: Der erotische Verkleidungstrieb. 58 Zeichnungen. Pulvermacher, Berlin 1912.
- Osteuropäische Volkstrachten in Schnitt und Farbe. Wasmuth, Berlin 1925.
- Studien zu der Entwicklungsgeschichte des orientalischen Kostüms. Wasmuth, Berlin 1923 (archive.org).
- Orientalische Kostüme in Schnitt und Farbe. Wasmuth, Berlin 1923. Engl. Übers.: Oriental costumes, their designs and colors. Brentano, New York 1922 (archive.org).
- mit Wolfgang Bruhn: Das Kostümwerk. Eine Geschichte des Kostüms aller Zeiten und Völker. 120 Seiten, 200 Tafeln, von denen 120 in Vierfarbendruck. Wasmuth, Berlin 1941.
- Kostümschnitte und Gewandformen. Eine Übersicht der Kostümschnitte und Gewandformen aller Zeiten und Völker vom Altertum bis zur Neuzeit. Wasmuth, Tübingen 1945.